# Miloslav Schmidt
Miloslav Schmidt (2. února 1881, Mošovce – 8. května 1934, Turčianský svätý Martin) byl zakladatel sboru dobrovolných hasičů na Slovensku.

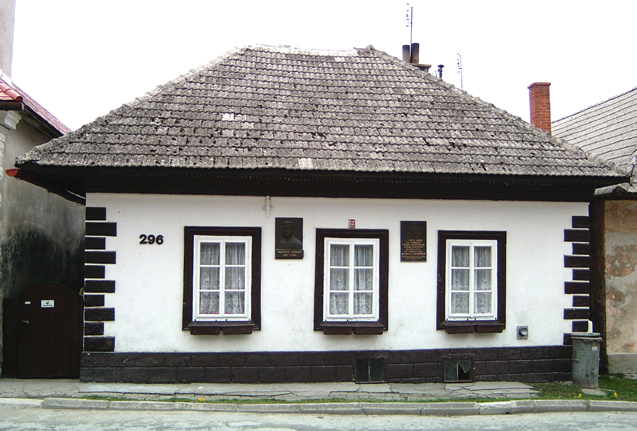
Schmidtův rodný dům na Kollárově ulici v Mošovcích

## Život
Narodil se v rodině hostinského a pekaře. Po dokončení školy v Kremnici se vyučil u svého otce pekařem a stal se poté vedoucím rodinného podniku. Své schopnosti využíval i v oblasti kultury a národního buditelství. Kromě jiného ztvárnil roli „grófa Révaye“ ve filmu Jaroslava Siakeľa Jánošík. Po příchodu do Martina začal projevovat zájem o organizování sborů dobrovolných hasičů, jeho zásluhou došlo k organizačnímu upevnění požární ochrany na Slovensku. Až do své smrti vykonával funkci velitele martinských hasičů a byl také velitelem Zemské hasičské jednoty.
U příležitosti svých padesáti let obdržel řád a uznání francouzského ministerstva obchodu a hospodářství za zásluhy v hospodářské oblasti. Po své smrti byl pochován na Národním hřbitově v Martině. Autorem jeho náhrobku je sochař Fraňo Štefunko.